# Bathippus palabuanensis
Bathippus palabuanensis là một loài nhện trong họ Salticidae.
Loài này thuộc chi Bathippus. Bathippus palabuanensis được Eugène Simon miêu tả năm 1902.

## Hình ảnh